# Список стрекоз России

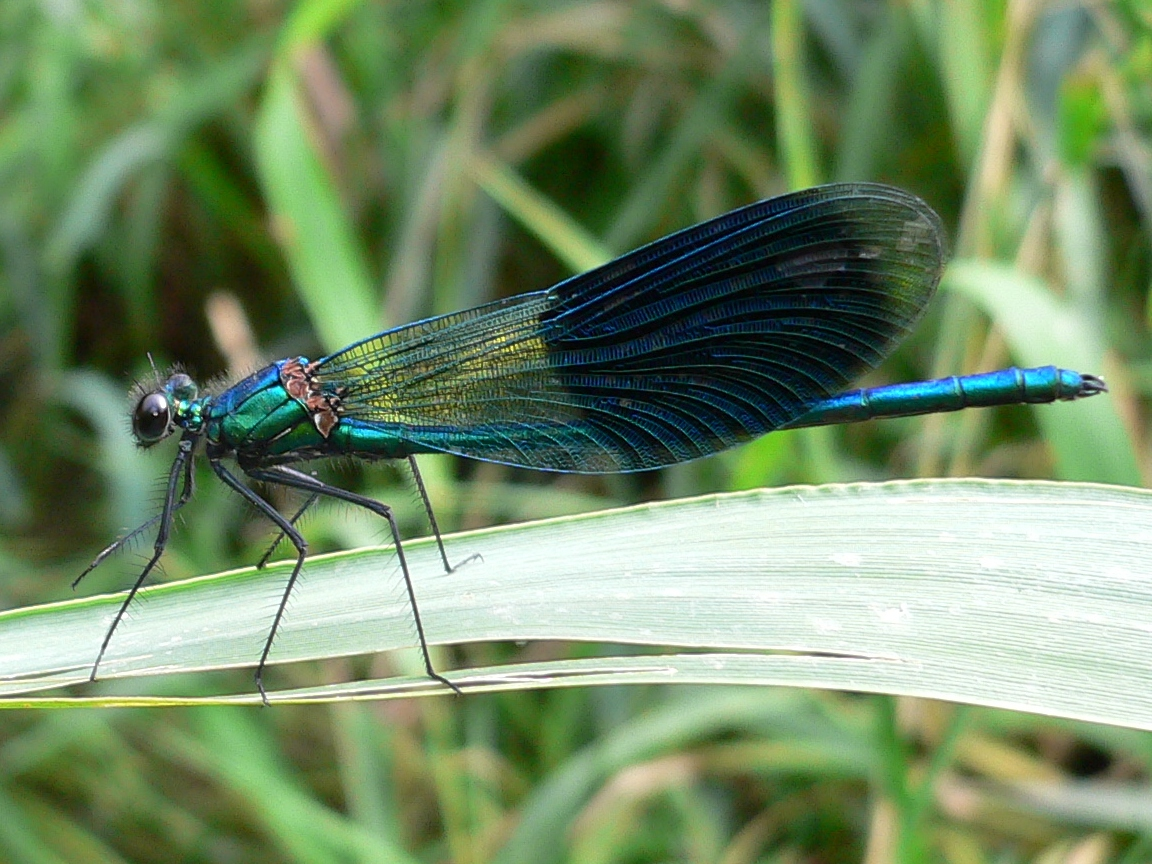
Красотка блестящая (Calopteryx splendens)

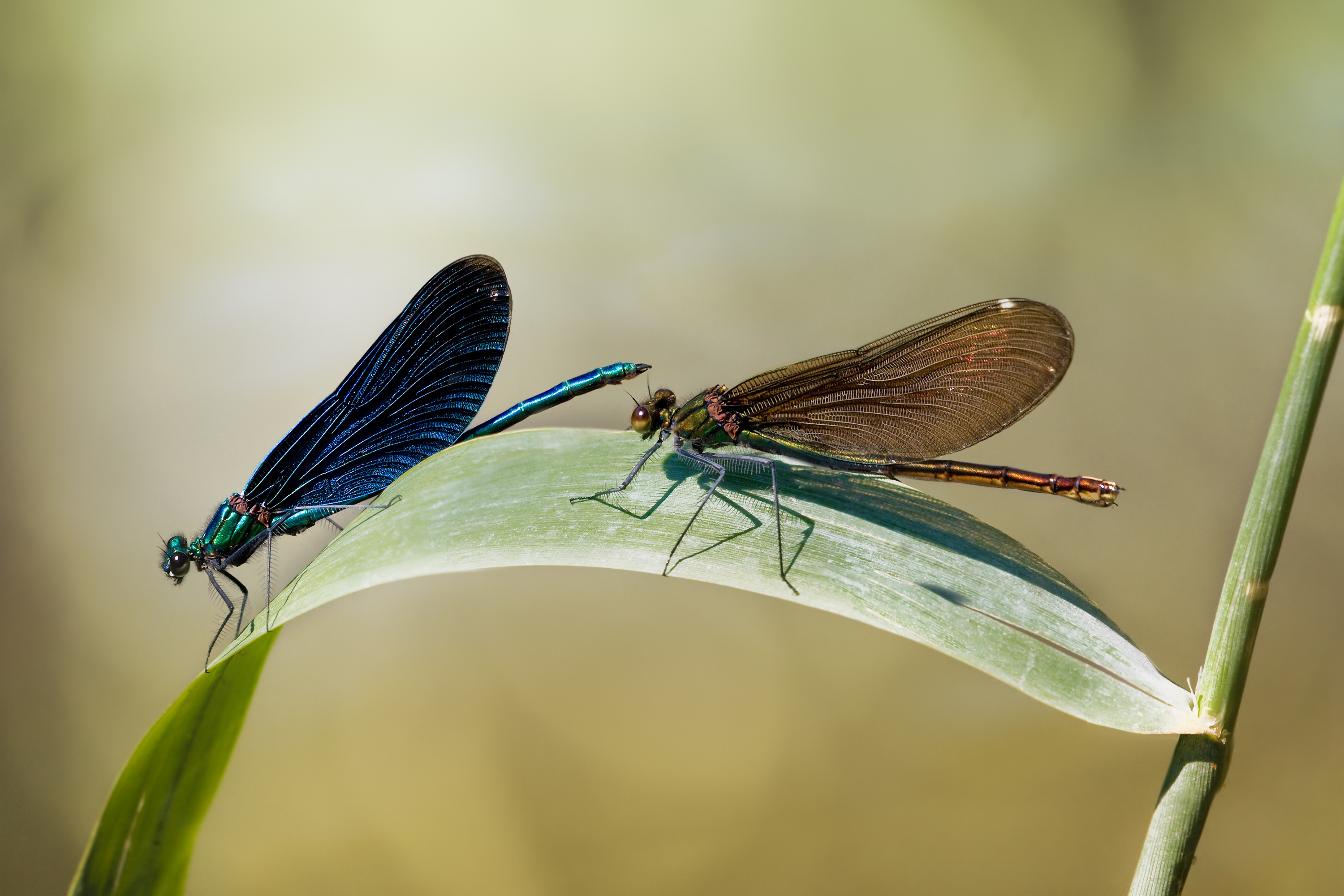
Красотка-девушка (Calopteryx virgo)

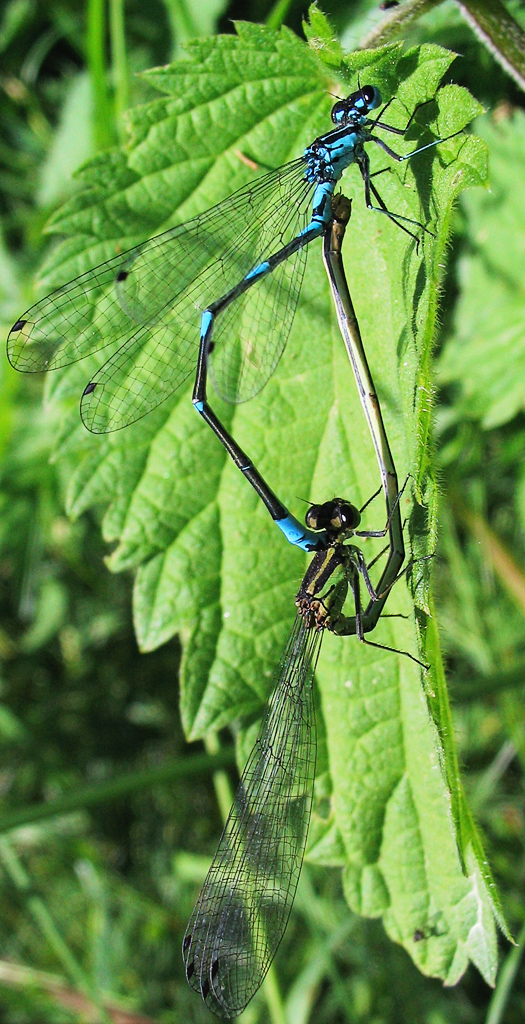
Стрелка красивая (Coenagrion pulchellum)

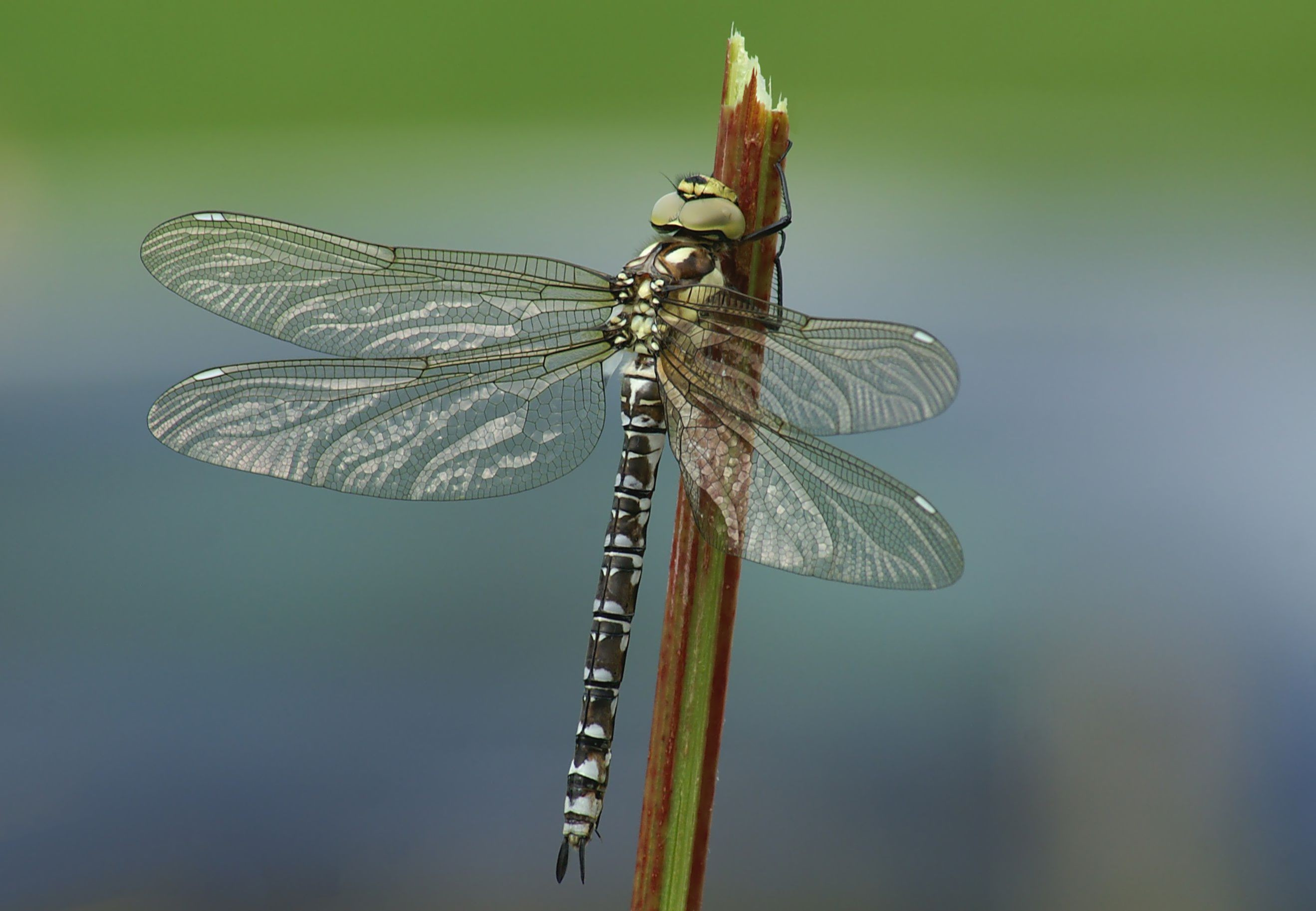
Коромысло синее (Aeshna cyanea)

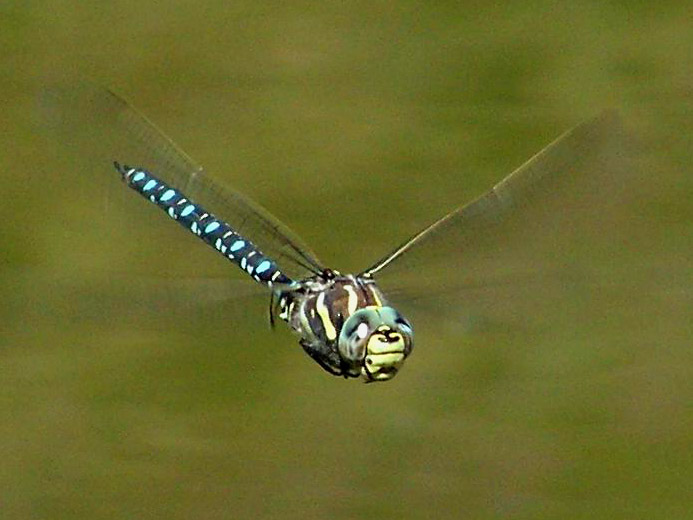
Коромысло камышовое (Aeshna juncea)

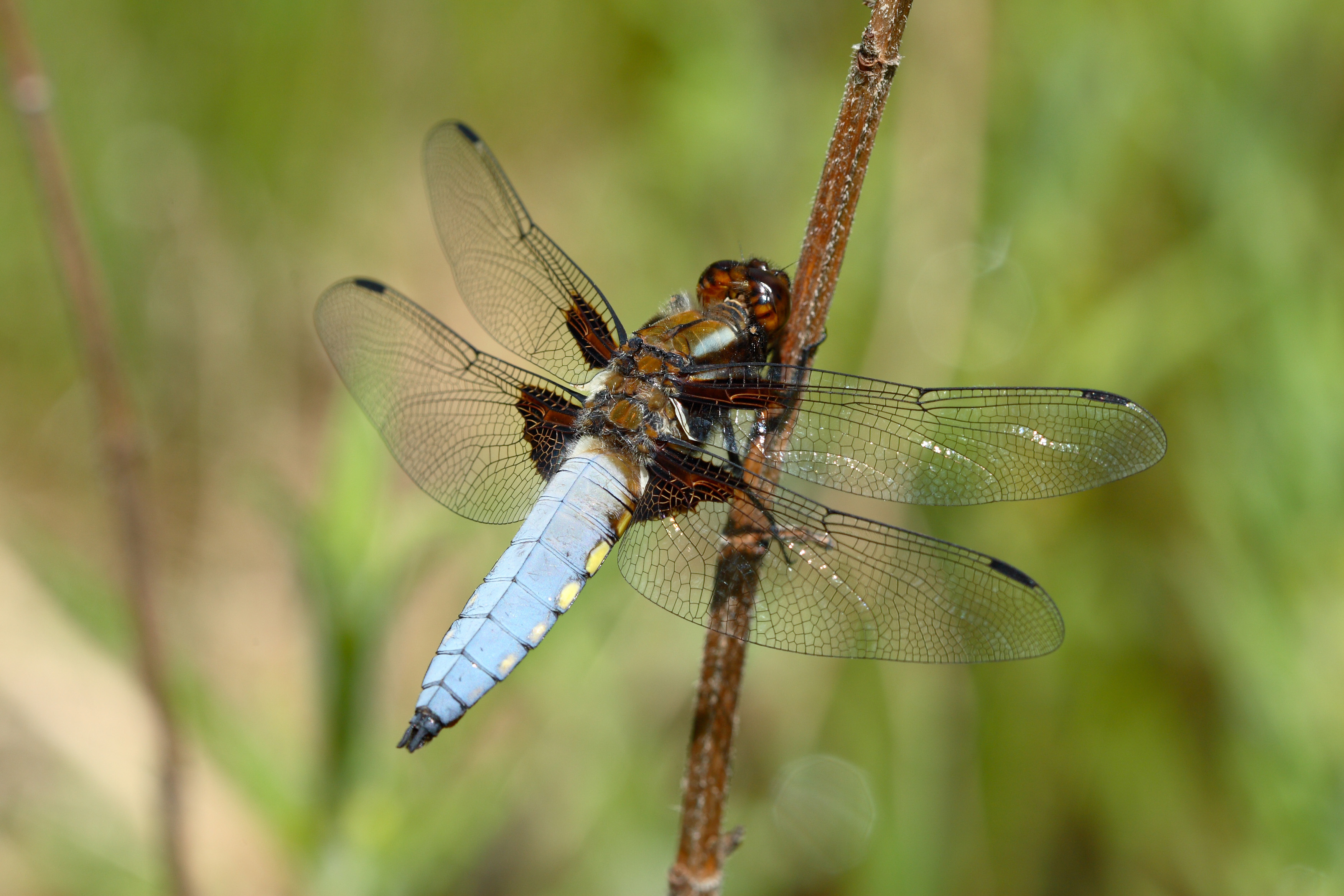
Стрекоза плоская (Libellula depressa)

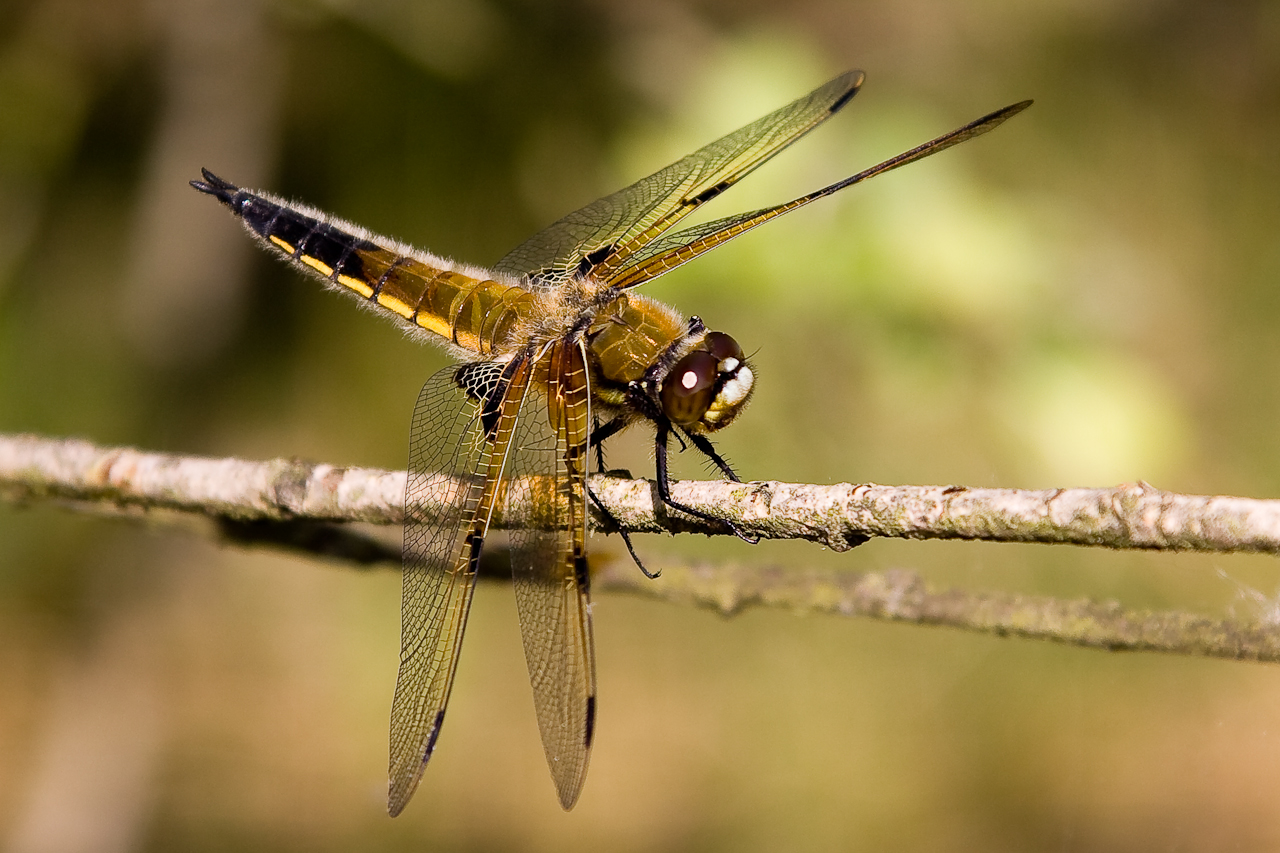
Четырёхпятнистая стрекоза (Libellula quadrimaculata)

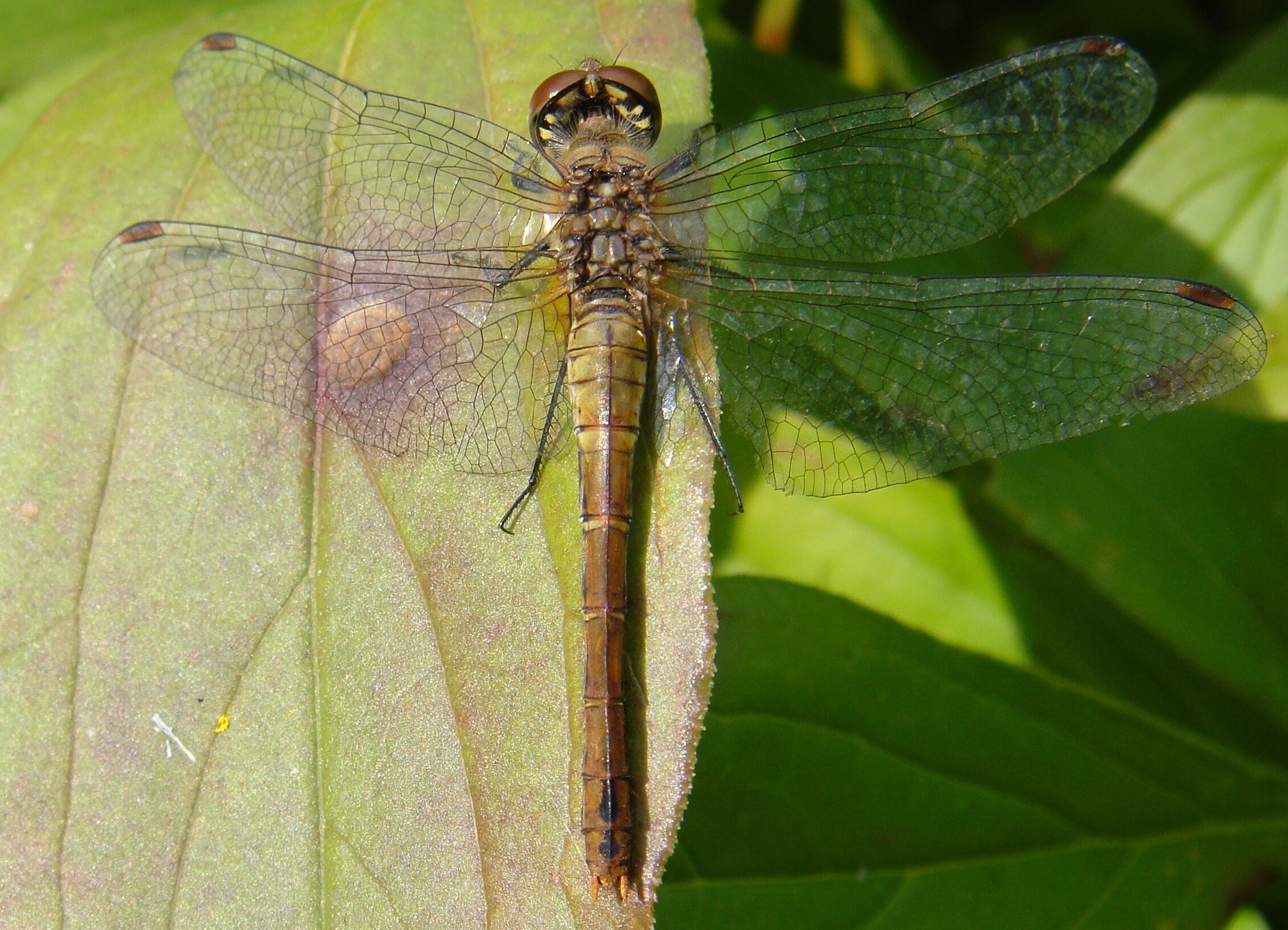
Симпетрум кроваво-красный (Sympetrum sanguineum)

В данный список включены представители отряда Стрекозы (Odonata), обитающие на территории России, всего около 150 видов.

## Стрекозы России

### Семейство Красотки — Calopterigidae
- Atrocalopteryx atrata (Selys, 1853) — Красотка тёмная
- Calopteryx japonica japonica Selys, 1869 — Красотка японская
  - Calopteryx japonica japonica Selys, 1869
  - Calopteryx japonica altaica Belyshev, 1955
- Calopteryx splendens (Harris, 1776) — Блестящая красотка
  - Calopteryx splendens splendens (Harris, 1776) 
  - Calopteryx splendens ancilla Selys, 1869
  - Calopteryx splendens mingrelica Selys, 1887
- Calopteryx virgo (Linnaeus, 1758) — Красотка-девушка
  - Calopteryx virgo virgo (Linnaeus, 1758)
  - Calopteryx virgo feminalis Bartenev, 1910
- Mnais costalis Selys, 1869 — Мнаис островная

### Семейство Красотки ложные — Epallagidae
- Epallage fatime (Charpentier, 1840) — Ложнокрасотка Фатима

### Семейство Лютки — Lestidae
- Chalcolestes viridis (Van der Linden, 1825) — Лютка зелёная западная
- Chalcolestes parvidens Artobolevsky, 1929 — Лютка зелёная восточная
- Lestes barbarus (Fabricius, 1798) — Лютка дикая
- Lestes dryas Kirby, 1890 — Лютка-дриада
- Lestes japonicus Selys, 1883 — Лютка японская
- Lestes macrostigma (Eversmann, 1836) — Лютка тёмная, или крупноглазковая
- Lestes sponsa (Hansemann, 1823) — Лютка-невеста
- Lestes temporalis Selys, 1883 — Лютка поздняя
- Lestes virens vestalis Rambur, 1842 — Лютка зеленоватая
- Sympecma fusca (Van der Linden, 1823) — Лютка бурая, или тусклая
- Sympecma gobica Förster, 1900 — Лютка гобийская
- Sympecma paedisca (Brauer, 1877) — Лютка сибирская

### Семейство Стрелки — Coenagrionidae
- Mortonagrion selenion (Ris, 1916) — Стрелка лунная
- Coenagrion armatum (Charpentier, 1840) — Стрелка вооружённая
- Coenagrion ecornutum (Selys, 1872) — Стрелка безрогая
- Coenagrion glaciale (Selys, 1872) — Стрелка ледяная
- Coenagrion johanssoni (Wallengren, 1894) — Стрелка болотная, или Йоханссона
- Coenagrion hastulatum (Charpentier, 1825) — Стрелка копьеносная
- Coenagrion hylas (Trybom, 1889) — Стрелка лесная
- Coenagrion lanceolatum (Selys, 1872) — Стрелка ленцетоносная
- Coenagrion lunulatum (Charpentier, 1840) — Стрелка весенняя, или лунчатая
- Coenagrion ornatum (Selys, 1850) — Стрелка украшенная
- Coenagrion ponticum (Bartenev, 1929) — Стрелка понтийская
- Coenagrion puella (Linnaeus, 1758) — Стрелка-девушка
- Coenagrion pulchellum (Van der Linden, 1823) — Стрелка красивенькая
- Coenagrion scitulum (Rambur, 1842) — Стрелка красивая
- Erythromma lindenii (Selys, 1840) — Красноглазка Линдена
- Erythromma najas (Hansemann, 1823) — Красноглазка-наяда, или стрелка красноглазая
  - Erythromma najas najas (Hansemann, 1823)
  - Erythromma najas humerale Selys, 1887
- Erythromma viridulum Charpentier, 1840 — Красноглазка малая
- Paracercion calamorum (Ris, 1916) — Парацерцион тёмный, или сизый, или тростниковый
- Paracercion hieroglyphicum (Brauer, 1865) — Парацерцион иероглифический
- Paracercion plagiosum (Needham, 1930) — Парацерцион большой
- Paracercion v-nigrum (Needham, 1930) — Парацерцион v-чёрное
- Enallagma circulatus Selys, 1887 — Стрелка японская
- Enallagma cyathigerum (Charpentier, 1840) — Стрелка голубая
  - Enallagma cyathigerum cyathigerum (Charpentier, 1840)
  - Enallagma cyathigerum risi Schmidt, 1961
- Ischnura aralensis Haritonov, 1979 — Тонкохвост аральский
- Ischnura asiatica Brauer, 1865 — Тонкохвост азиатский
- Ischnura fountaineae Morton, 1905 — Тонкохвост пустынный
- Ischnura elegans (Van der Linden, 1820) — Тонкохвост изящный
- Ischnura pumilio (Charpentier, 1825) — Тонкохвост маленький
- Pyrrhosoma nymphula (Sulzer, 1776) — Огнетелка, или стрелка-нимфа
- Nehalennia speciosa (Charpentier, 1840) — Нахаленния красивая

### Семейство Плосконожки — Platycnemidae
- Platycnemis dealbata Selys, 1850 — Плосконожка бледноватая
- Platycnemis pennipes (Pallas, 1771) — Плосконожка обыкновенная
- Platycnemis phyllopoda Djakonov, 1926 — Плосконожка листоногая
- Pseudocolpera tokyoensis Asahina, 1948 — Плосконожка токийская

### Семейство Коромысла — Aeshnidae
- Aeshna affinis Van der Linden, 1820 — Коромысло зелёнобокое
- Aeshna caerulea (Ström, 1783) — Коромысло голубое
- Aeshna crenata (Hagen, 1856) — Коромысло сибирское
  - Aeshna crenata nigroflava Martin, 1908
- Aeshna cyanea (Müller, 1764) — Коромысло синее
- Aeshna grandis (Linnaeus, 1758) — Коромысло большое
- Aeshna juncea (Linnaeus, 1758) — Коромысло камышовое
- Aeshna mixta (Latreille, 1805) — Коромысло спутанное
- Aeshna serrata (Hagen, 1856) — Коромысло пильчатое
- Aeshna soneharai Asahina, 1988[4]
- Aeshna subarctica Walker, 1908 — Коромысло субарктическое
- Aeshna viridis Eversmann, 1836 — Коромысло зелёное
- Anaciaeschna isosceles (Müller, 1767) — Коромысло рыжеватое
- Anax ephippiger (Burmeister, 1839) — Дозорщик-седлоносец
- Anax imperator Leach, 1815 — Дозорщик-император
- Anax parthenope (Selys, 1839) — Дозорщик темнолобый

- Anax julius Brauer, 1865 — Дозорщик июльский

- Anax junius (Drury, 1773) — Дозорщик американский
- Anax nigrofasciatus Oguma, 1915
- Brachytron longistigma Selys, 1883 — Коромысло китайское
- Brachytron pratense (Müller, 1764) — Коромысло беловолосое
- Caliaeschna microstigma (Schneider, 1845) — Коромыслик-мелкоглазка

### Семейство Дедки — Gomphidae
- Anisogomphus maacki (Selys, 1872) — Дедка Маака
- Asiagomphus melanopsoides (Doi, 1943) — Дедка тёмноглазый
- Davidius lunatus (Bartenev, 1914) — Дедка лунчатый
- Gomphus schneiderii Selys, 1850 — Дедка Шнейдера
- Gomphus vulgatissimus (Linnaeus, 1758) — Дедка обыкновенный
- Shaogomphus postocularis epophthalmus (Selys, 1872) — Дедка пятноглазый
- Shaogomphus schmidti (Asahina, 1956) — Дедка Шмитда
- Stylurus annulatus (Djakonov, 1926) — Дедка кольчатый
- Stylurus flavipes flavipes (Charpentier, 1825) — Дедка желтоногий
  - Stylurus flavipes liniatus Bartenev, 1929
- Stylurus occultus (Selys, 1878) — Дедка загадочный
- Trigomphus citimus (Needham, 1931) — Тригогомфус быстрый
- Trigomphus nigripes (Selys, 1872) — Тригогомфус черноногий
- Nihonogomphus ruptus (Selys, 1857) — Дедка поточный
- Onychogomphus assimilis (Schneider, 1845) — Оникс сходный (нахождение вида возможно)[3]
- Onychogomphus flexuosus (Schneider, 1845) — Оникс извилистый
- Onychogomphus forcipatus (Linnaeus, 1758) — Оникс европейский
- Ophiogomphus obscurus Bartenev, 1909 — Дедка тёмный
- Ophiogomphus reductus Calvert, 1898 — Дедка светлый (нахождение вида возможно)[3]
- Ophiogomphus cecilia (Geoffroy in Fourcroy, 1785) — Дедка рогатый
- Ophiogomphus spinicornis Selys, 1878 — Дедка шипорогий
- Sieboldius albardae Selys, 1886 — Дедка Альбарды
- Gomphidia confluens Selys, 1878 — Гомфидия слитая
- Lindenia tetraphylla (Van der Linden, 1825) — Линдения четырёхлистная
- Sinictinogomphus clavatus (Fabricius, 1775) — Дедка золотой

### Семейство Булавобрюхи — Cordulegastridae
- Anotogaster sieboldii (Selys, 1854) — Бездушник Зибольда
- Cordulegaster boltonii (Donovan, 1807) — Булавобрюх кольчатый
- Cordulegaster insignis Schneider, 1854 — Булавобрюх замечательный
- Cordulegaster mzymtae Bartenev, 1929 — Булавобрюх мзымтинский
- Cordulegaster picta Selys, 1854 — Булавобрюх пёстрый

### Семейство Бабки — Corduliidae
- Cordulia aenea (Linnaeus, 1758) — Бабка бронзовая
  - Cordulia aenea aenea (Linnaeus, 1758)
  - Cordulia aenea amurensis Selys, 1887
- Epitheca bimaculata (Charpentier, 1823) — Корзиночница двупятнистая
- Somatochlora alpestris (Selys, 1840) — Зеленотелка альпийская
- Somatochlora arctica (Zetterstedt, 1840) — Зеленотелка альпийская
- Somatochlora exuberata Bartenev, 1910 — Зеленотелка японская
- Somatochlora flavomaculata (Van der Linden, 1825) — Зеленотелка желтопятнистая
- Somatochlora graeseri Selys, 1887 — Зеленотелка Глэзера
- Somatochlora metallica (Van der Linden, 1825) — Зеленотелка металлическая
  - Somatochlora metallica abocanica Belyshev, 1955
- Somatochlora sahlbergi Trybom, 1889 — Зеленотелка Зальберга
- Somatochlora uchidai Förster, 1909 — Зеленотелка островная
- Somatochlora viridiaenea viridiaenea (Uhler, 1858) — Зеленотелка бронзово-зелёная

### Семейство Макромии — Marcomiidae
- Epophthalmia elegans (Brauer, 1865) — Эпофтальмия стройная
- Macromia fraenata (Martin, 1907) — Макромия сибирская
- Macromia daimoji Okumura, 1949 — Макромия японская
- Macromia manchurica Asahina, 1964 — Макромия маньчжурская

### Семейство Настоящие стрекозы — Libelullidae
- Leucorrhinia albifrons (Burmeister, 1839) — Белонос белолобый
- Leucorrhinia caudalis (Charpentier, 1840) — Белонос хвостатый
- Leucorrhinia dubia (Van der Linden, 1825) — Белонос сомнительный
- Leucorrhinia intermedia Bartenev, 1910 — Белонос промежуточный
- Leucorrhinia orientalis Selys, 1887 — Белонос восточный
- Leucorrhinia pectoralis (Charpentier, 1825) — Белонос болотный
- Leucorrhinia rubicunda (Linnaeus, 1758) — Белонос красноватый
- Libellula depressa Linnaeus, 1758 — Стрекоза плоская
- Libellula fulva Müller, 1764 — Стрекоза рыжая
- Libellula quadrimaculata Linnaeus, 1758 — Стрекоза четырёхпятнистая
- Lyriothemis pachygastra (Selys, 1878) — Лириотемис широкобрюхий
- Orthetrum albistylum Selys, 1848 — Стрекоза белохвостая
  - Orthetrum albistylum albistylum Selys, 1848
  - Orthetrum albistylum speciosum (Uhler, 1858)
- Orthetrum brunneum (Fonscolombe, 1837) — Стрекоза коричневая
- Orthetrum cancellatum (Linnaeus, 1758) — Стрекоза решётчатая
- Orthetrum coerulescens Fabricius, 1798 — Стрекоза голубеющая
- Orthetrum melania (Selys, 1883) — Стрекоза тёмная
- Orthetrum sabina sabina (Drury, 1770) — Стрекоза азиатская
- Selysiothemis nigra (Vander Linden, 1825) — Селисия чёрная
- Crocothemis erythraea (Brulle, 1832) — Шафранка красная
- Crocothemis servilia (Drury, 1773) — Шафранка-невольница (нахождение вида возможно)[3]
- Deielia phaon (Selys, 1883) — Дейелия матовая
- Sympetrum baccha matutinum Ris, 1911 — Стрекоза большая
- Sympetrum cordulegaster (Selys, 1883) — Стрекоза булавобрюхая
- Sympetrum croceolum (Selys, 1883) — Стрекоза шафрановая
- Sympetrum danae (Sulzer, 1776) — Стрекоза чёрная
- Sympetrum darwinianum Selys, 1883 — Стрекоза Дарвина
- Sympetrum depressiusculum (Selys, 1841) — Стрекоза уплощенная
  - Sympetrum depressiusculum depressiusculum (Selys, 1841)
  - Sympetrum depressiusculum frequens (Selys, 1883)
- Sympetrum eroticum (Selys, 1883) — Стрекоза весёлая
- Sympetrum flaveolum (Linnaeus, 1758) — Стрекоза желтоватая
- Sympetrum fonscolombii (Selys, 1840) — Стрекоза Фонсколомба
- Sympetrum infuscatum (Selys, 1883) — Стрекоза японская
- Sympetrum kunckeli (Selys, 1884) — Стрекоза Кункеля
- Sympetrum meridionale (Selys, 1841) — Стрекоза южная
- Sympetrum parvulum (Bartenev, 1912) — Стрекоза маленькая
- Sympetrum pedemontanum (Allioni, 1776) — Стрекоза перевязанная
  - Sympetrum pedemontanum pedemontanum (Allioni, 1776)
  - Sympetrum pedemontanum elatum (Selys, 1872)
- Sympetrum risi Bartenev, 1914 — Стрекоза Риса
- Sympetrum sanguineum (Müller, 1764) — Стрекоза кроваво-красная
- Sympetrum arenicolor Joedicke, 1994 — Стрекоза песочная (нахождение вида возможно)[3]
- Sympetrum striolatum (Charpentier, 1840) — Стрекоза полосатая
  - Sympetrum striolatum striolatum (Charpentier, 1840)
  - Sympetrum striolatum imitoides Bartenev, 1919
  - Sympetrum striolatum pallidum Selys, 1887
- Sympetrum tibiale (Ris, 1897) — Стрекоза голенастая
- Sympetrum uniforme (Selys, 1883) — Стрекоза золотистая
- Sympetrum vulgatum vulgatum (Linnaeus, 1758) — Стрекоза обыкновенная
- Pantala flavescens (Fabricius, 1798) — Бродяжница рыжая